# 제9대공포사단
제9대공포사단(9. Flak-Division)은 루프트바페의 고사포사단 중 하나로서 1941년 1월 서부 프랑스 프랑스 군정청에서 창설되었다. 이후 동부전선에서 종군하다가 1942년 11월 스탈린그라드 전투에서 포위섬멸당했다. 1943년 2월 쿠반 반도에서 대편성되었고 이후 전쟁 나머지 기간을 계속 러시아 쪽 전선에서 싸웠다.

## 전투 서열
스탈린그라드에서 제9대공포사단의 사단장은 볼프강 피케르트 대공포병대장이었고, 전투서열은 다음과 같았다.
- 제37차량화대공포연대
- 제91차량화대공포연대
- 제104차량화대공포연대
- 제129차량화통신대대